# (12152) Aratus
(12152) Aratus  es un asteroide perteneciente al cinturón de asteroides, descubierto el 25 de marzo de 1971 por Cornelis Johannes van Houten e Ingrid van Houten-Groeneveld sobre placas de Tom Gehrels desde el Observatorio Palomar, en Estados Unidos.

## Designación y nombre
Aratus se designó inicialmente como 1287 T-1.
Más adelante fue nombrado en honor al poeta de la Grecia clásica Arato (310-240 a. C.).

## Características orbitales
Aratus orbita a una distancia media del Sol de 2,2388 ua, pudiendo acercarse hasta 2,1938 ua y alejarse hasta 2,2838 ua. Tiene una excentricidad de 0,0200 y una inclinación orbital de 1,7687° grados. Emplea en completar una órbita alrededor del Sol 1223 días.

## Características físicas
Su magnitud absoluta es 15,5.